# علي بن عبيدة الريحاني
 علي بن عبيدة الريحاني  هو أحد البلغاء الفصحاء، كان من المقربين من الخليفة المأمون ويسلك في مؤلفاته وتصنيفاته طريقة الحكمة. وكان يُرمى بالزندقة، وله مع المأمون أخبار متعلقة بالفطنة والذكاء.

## سيرته
قال الخطيب البغدادي: «كان أحد البلغاء الفصحاء، وافر الأدب، كثير الفضل، مليح اللفظ، حسن العبارة، وله كتب حسان فِي الحكم والأمثال، وكان له اختصاص بالمأمون، وكان يُرمى بالزندقة. روى عنه أَحْمَد بْن أَبِي طاهر، وَغيره.» كان يرمى بالزندقة. له كتب في الحكم والأمثال، وأخبار في البلاغة وتصانيف في الأدب.

## مؤلفاته
- الأخوان.
- الخصال.
- المعاني.
- أخلاق هارون.
- جواهر الكلم وفرائد الحكم.
- صفة العلماء.
- الأجواد.